# Dona Diana
Dona Diana sau Donna Diana este o operă de comedie în trei acte de Emil von Reznicek. Libretul, scris de către compozitor, este bazat pe o traducere în germană a lui Carl August West (Joseph Schreyvogel) (traducere denumită Donna Diana oder Stolz und Liebe) a comediei spaniole El desdén con el desdén (Disprețul cu dispreț) de Agustín Moreto y Cavana. Dona Diana a avut premiera la 16 decembrie 1894 la Neues Deutsches Theater (în prezent Teatrul de Stat din Praga). Opera a avut un mare succes în anii 1890-1900, fiind montate mai multe producții în numeroase teatre din Germania, dar în prezent este rareori jucată; uvertura sa, cu toate acestea, a fost adesea înregistrată și este, uneori, auzită în sălile de concerte.
Dona Diana (Dona Diana comedie în gustul Renașterii în zece tablouri după Moreto) este o piesă de teatru de Camil Petrescu din 1938, o traducere în limba română a comediei spaniole Disprețul cu dispreț de Agustín Moreto y Cavana.

## Prezentare
Povestea are loc la Barcelona, în palatul lui Don Diego, conducătorul Cataloniei independente. 

## Reprezentații
Piesa lui Camil Petrescu a fost pusă în scenă la Teatrul Național București la 1 iulie 1973, regia Victor Moldovan, cu Adela Mărculescu/Florina Cercel ca Dona Diana, Tamara Crețulescu ca Dona Laura, Constantin Bărbulescu ca Don Diego, Mitzura Arghezi ca Floretta, Liviu Crăciun ca Don Luis, Damian Crâșmaru ca Don Cesar, Marian Hudac, Dorel Iacobescu.

## Personaje
| Rol                                                                | Tip voce      | Distribuția premierei 16 decembrie 1894 (Dirijor: Rudolf Krzyzanowski) |
| ------------------------------------------------------------------ | ------------- | ---------------------------------------------------------------------- |
| Don Diego, conte suveran al Barcelonei                             | bas           | Moritz Frauscher                                                       |
| Dona Diana, prințesa ereditară, fiica lui                          | soprano       | Leonore Better                                                         |
| Dona Laura, nepoata lui                                            | soprano       | Sarolta von Rettich-Pirk                                               |
| Dona Fenisa, nepoata lui                                           | mezzo-soprano | Gisela von Ruttersheim                                                 |
| Don Cesar, prinț de Urgel                                          | tenor         | Gustav Seidel                                                          |
| Don Louis, prinț de Bearne                                         | tenor         | Adolf Perluss                                                          |
| Don Gaston, conte de Foix                                          | bas           | Georg Sieglitz                                                         |
| Perin, bufonul de la Curte                                         | bariton       | Max Dawison                                                            |
| Floretta, sora adoptivă și confidentă a prințesei                  | mezzo-soprano | Lina Carmasini                                                         |
| Fanfare, crainic, cavaleri, funcționari la Curte, cetățeni, oameni |               |                                                                        |